# Белоярское сельское поселение (Омская область)
Белоярское се́льское поселе́ние — муниципальное образование в Тевризском районе Омской области Российской Федерации.
Административный центр — посёлок Белый Яр.

## История
Статус и границы сельского поселения установлены Законом Омской области от 30 июля 2004 года № 548-ОЗ «О границах и статусе муниципальных образований Омской области»

## Население
| 2010 | 2011 | 2012 | 2013 | 2014 | 2015 | 2016 |
| ---- | ---- | ---- | ---- | ---- | ---- | ---- |
| 880  | ↘878 | ↘849 | ↘847 | ↘811 | ↘801 | ↘776 |
| 2017 | 2023 |      |      |      |      |      |
| ↘756 | ↘562 |      |      |      |      |      |

## Состав сельского поселения
| № | Населённый пункт | Тип населённого пункта          | Население |
| - | ---------------- | ------------------------------- | --------- |
| 1 | Белый Яр         | посёлок, административный центр | ↗877      |
| 2 | Сосновый         | посёлок                         | 3         |